# Amaxia elongata
Amaxia elongata là một loài bướm đêm thuộc phân họ Arctiinae, họ Erebidae.